# Ostatnia odzywka
Ostatnia odzywka (tyt. oryg. Last Call) – powieść fantasy amerykańskiego pisarza Tima Powersa z 1992 roku.
W roku 1993 powieść otrzymała nagrodę World Fantasy za najlepszą powieść oraz Nagrodę Locusa za najlepszą powieść fantasy.

## Fabuła
Jest to opowieść o ludziach, którzy grają zawodowo w pokera, a także tarota, uzależniając się od kart i wykorzystując ich magiczne właściwości. W powieści życie codzienne, kasyna w Las Vegas, świat gangów i tarot przeplatają się, tworząc fascynującą powieść. Głównymi bohaterami powieści są Scott Crane z towarzyszami Ozzym Cranem i Arkym Mavranosem, którzy walczą o najwyższe stawki w świecie kart, grając w "Wniebowzięcie" na jeziorze, w grze, w której można zyskać i stracić wszystko.

## Bohaterowie
- Scott Crane – główny bohater powieści, jedno oko utracił w młodości. Przegrał ciało w 1969, grając we wniebowzięcie, a teraz stara się je odzyskać.
- Ozzy Crane – przybrany ojciec głównego bohatera, mistrz gry w pokera. Pomaga synowi odzyskać przegrane ciało.
- Archimedes Mavranos – przyjaciel Scotta, chory na raka. Poprzez grę w karty chce pokonać chorobę.
- Diana – przybrana córka Ozzy’ego, w późniejszym czasie dołącza do Scotta, Ozzy’ego i Mavranosa.
- Al Funo – jeden z wrogów Scotta, chce wygrać czyjeś ciało grając we wniebowzięcie.
- Bugsy Siegel – legendarny gangster, założyciel hotelu „Flamingo” przy jeziorze Mead.
- Richard Leroy – jego ciałem posługiwał się Georges Leon podczas gry we wniebowzięcie w 1969 roku.
- Georges Leon – biologiczny ojciec Scotta, jednocześnie wygrał jego duszę grając we wniebowzięcie.
- Doktor Leaky – pierwotne ciało Leona, mające 91 lat.
- Vaughan Trumbill – nazywany często grubasem, z początku wydaje się być wrogiem Scotta, lecz później zmienia stronę.
- Hans – kochanek Diany, posiada własną fabrykę narkotyków w domu.
- Scatt i Olivier – dzieci Diany.
- Nardie Dinh – kobieta, która chce zostać królową poprzez sprzymierzenie się ze Scottem.
- Betsy Reculver – jeden z wrogów Scotta, pozostająca pod kontrolą Leona.
- Newt – człowiek Leona, werbuje graczy do gry we wniebowzięcie.
- Art Hanari – ciało Leona, którym posługuje się przy grze we wniebowzięcie w 1990 roku.
- Dondi Snayheever – szaleniec, podążający za głównymi bohaterami.
- Ray-Joe Poque – brat Nardie, pragnący zostać królem pokera.